# Giuseppe Gemiti
Giuseppe Gemiti (* 3. května 1981, Frankfurt nad Mohanem, Německo) je německý fotbalista s italskými kořeny, který hraje v současné době (říjen 2013) za italský prvoligový klub A.S. Livorno Calcio. Jeho primárním postem je levý krajní obránce. Dříve nastupoval za německé mládežnické výběry. Od roku 2002 působí v italských klubech.

## Klubová kariéra
Ve své první sezóně za Udinese Calcio, v sezóně 2002/03, celkově nastoupil k 26 ligovým utkáním. Následující ročník stihl jen čtyři zápasy, než se zranil. Po zranění se do sestavy již nevrátil.
Od léta 2009 byl Gemiti bez angažmá. Spekulovalo se o zájmu Eintrachtu Frankfurt, nicméně v lednu se Gemiti upsal italskému týmu Novara Calcio. V létě pak prodloužil kontrakt na další tři roky. Od roku 2012 nastupuje za italské prvoligové Livorno Calcio.